# NGC 7031
NGC 7031 (również OCL 210) – gromada otwarta znajdująca się w gwiazdozbiorze Łabędzia. Odkrył ją William Herschel 21 września 1788 roku. Jest położona w odległości ok. 2,9 tys. lat świetlnych od Słońca.